# Голунь
Голу́нь — село в Новосильском районе Орловской области России. Административный центр Голунского сельского поселения.

## География
Село расположено в долине при впадении Раковки в Зушу. Основная часть села находится на возвышенном правом берегу реки Зуши.

## История
Название поселения может иметь разное происхождение. Голунь (от слова «гол» — река в долине — тюрко-язычное языковое происхождение) — более позднее орфографическое изменение в написании. Первоначальное название — Галунъ (от «гал» — открытое безлесное место) имеет финно-угрское языковое происхождение, что может подтверждать свидетельство о северо-западных народах, заселявших «дикое поле» и образовавших впоследствии племенной союз вятичей. Второе название (более позднее) — Покровское получило по храму во имя Покрова Пресвятой Богородицы. Красивейший архитектурно-церковный ансамбль был полностью разобран в послевоенные годы, а часть кирпича «переехала» в деревню Большие Пруды на строительство скромного сельского клуба. На карте ПГМ (конец XVIII в.) обозначено как Покровское Галунъ тожъ, а на трехвёрстовой карте Ф. Ф. Шуберта Тульской губернии (конец XIX в) село обозначено как Галунь. В 1780 году село было приобретено М. М. Голицыным у Голицына Александра Яковлевича (1785—1813). Семья Голицыных имела в Голуни более двух тысяч крепостных, суконную фабрику, конный завод.

## Население

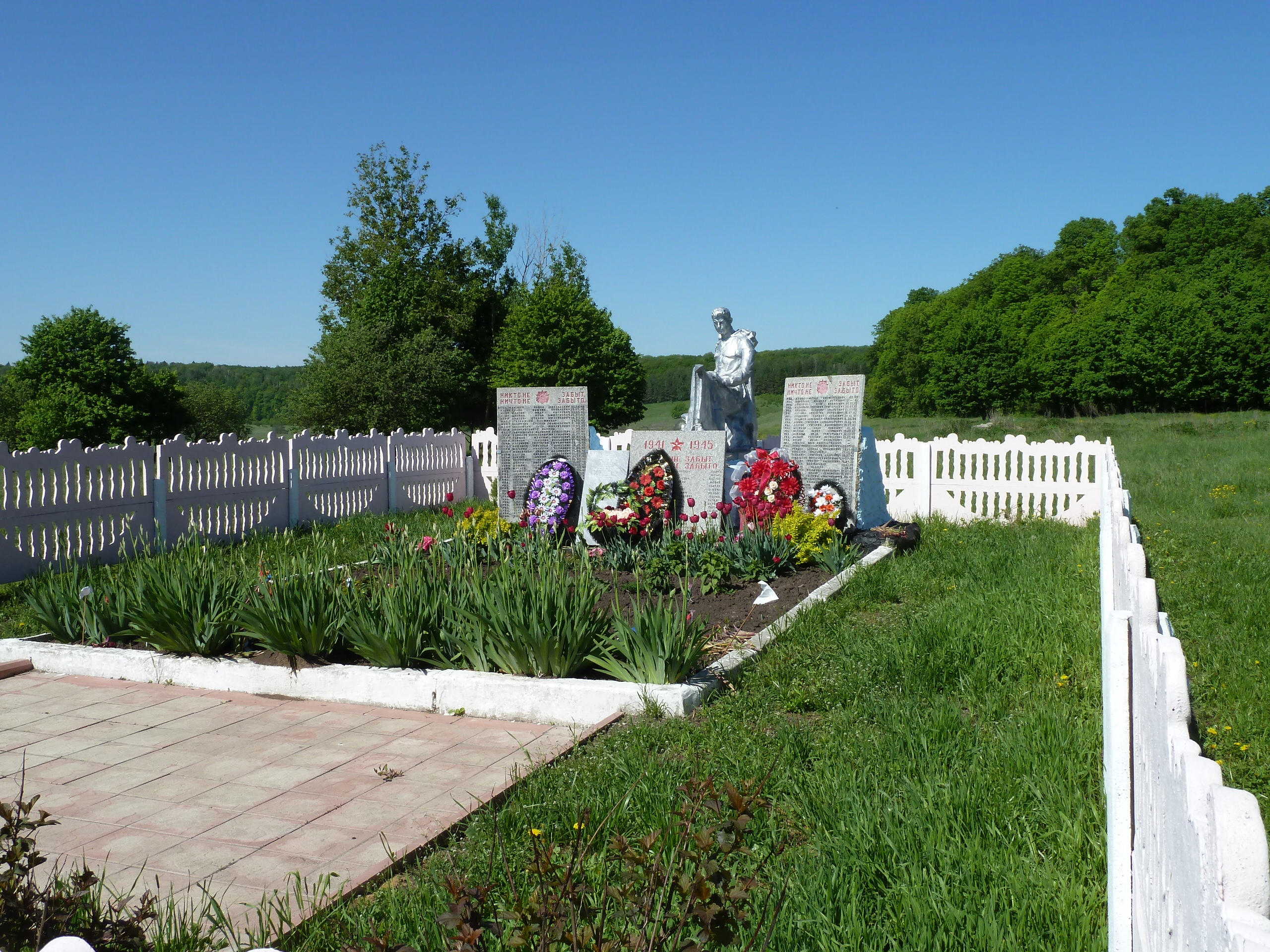
Братская могила погибших и умерших от ран в годы ВОВ

| 1857 | 1859 | 1915  | 2002 | 2010 |
| ---- | ---- | ----- | ---- | ---- |
| 825  | ↗986 | ↗1238 | ↘363 | ↘308 |

## Достопримечательности
В Голуни с 1776 года находилась усадьба князей Голицыных. В её состав входили главный дом, построенный 1810 году по проекту архитектора А. Н. Воронихина, два флигеля, конный двор, выполненный в «крепостном стиле» (стена, башни) (1785—1787 годы), регулярный парк и сад. Во время Второй мировой войны усадьба получила серьёзные повреждения, до наших дней сохранились конный двор, флигели, руины главного дома и остатки парка. Комплекс памятников архитектуры и природы усадьбы является объектом культурного наследия.